# 环阿屯醇
环阿屯醇（英語：cycloartenol，也叫做9β,19-环-24-羊毛甾烯-3β-醇，9β,19-cyclo-24-lanosten-3β-ol，环菠萝烯醇）是一种重要的三萜固醇，以环阿屯烷为骨架结构（带有环丙烷基团），主要存在于植物中，是几乎所有其他植物甾体的合成起点，在动物和真菌中，对应的是羊毛甾醇。

## 合成
环阿屯醇的生物合成起自三萜化合物角鲨烯，再合成为各种植物甾醇类。